# Phaonia honshuensis
Phaonia honshuensis är en tvåvingeart som beskrevs av Shinonaga 2003. Phaonia honshuensis ingår i släktet Phaonia och familjen husflugor. Inga underarter finns listade i Catalogue of Life.